# Kunstmuseum Bayreuth
Il Kunstmuseum Bayreuth è il museo di arte contemporanea della città di Bayreuth. Le sale storiche del municipio barocco presentano mostre di arte contemporanea e di arte moderna classica. L'offerta comprende visite guidate, attività didattiche e conferenze.

## Collezione

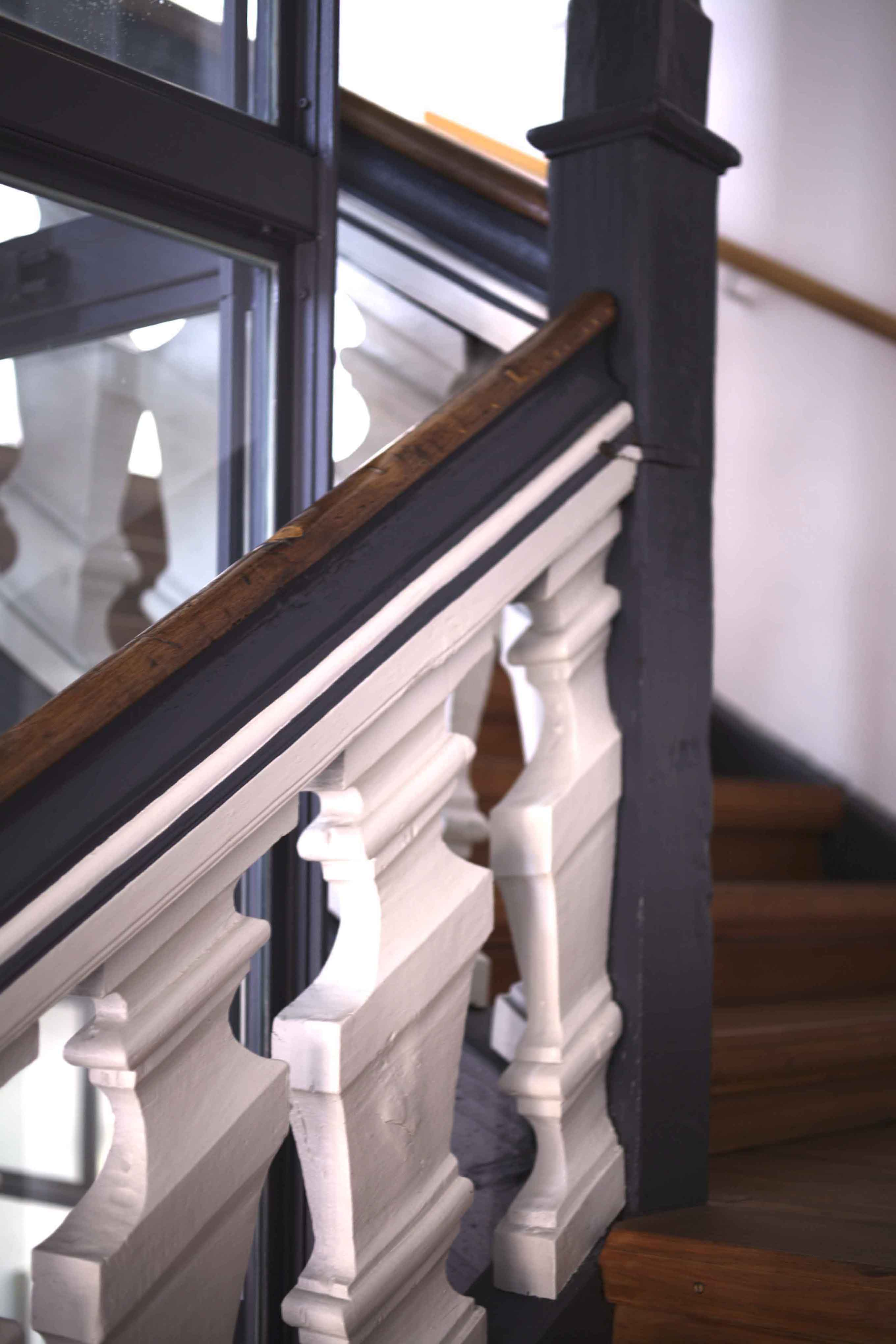
Kunstmuseum Bayreuth, la scala con l'ascensore

La collezione del Museo si occupa dell'arte del XX secolo. Tra i quasi 10.000 opere, quelle su carta sono di gran lunga il gruppo più grande. Stampe, disegni e acquerelli si trovano nell'archivio. Il museo dei manifesti nel Kunstmuseum Bayreuth contiene circa 17.000 manifesti. I temi del poster si concentrano su contenuti culturali, come letteratura, teatro, musica e mostre. Soggetti come la storia contemporanea, lo sport e i viaggi sono anche rappresentati da molti manifesti..

### Collezioni, fondazioni e istituzioni indipendenti
Il Dr. Helmut und Constanze Meyer Kunststiftung e il Caspar Walter Rauh Sammlung der Oberfrankenstiftung hanno costituito la base per la fondazione del Museo nel 1991, che è stato ampliato nel 1992 grazie ad una donazione di opere dell'espressionista Georg Tappert. Con la fondazione del Kunstmuseum Bayreuth l'impostazione della collezione Tabakhistorischen Sammlung della British American Tobacco ha avuto luogo nel 1999. La collezione Prof. Dr. Klaus Dettmann Kunststiftung è stata fondata nel 2002, e il Voith von Voithenberg Stiftung ha seguito nel 2009. Con il Werner Froemel Sammlung der Oberfrankenstiftung un'altra grande fondazione ha arricchito le collezioni nel 2010. Il Georg Jacob Best Kunststiftung Viola Schweinfurter forme da 2014 la recente fondazione nel museo.

### Doni e acquisti
Attraverso nuovi acquisti l'inventario cresce ininterrottamente dal 1999. La collezione Sammlung Hertha Drescher und Günter Ruckdäschel consiste dal 2000, il Prof. Dr. Felix und Sybille Böcker Schenkung esiste dal 2008. Il circolo degli amici del Kunstmuseum di Bayreuth hanno fatto doni generosi dal 2005. Il trasferimento del Kleines Plakatmuseum nel Kunstmuseum Bayreuth ha avuto luogo nel 2012.

## Storia

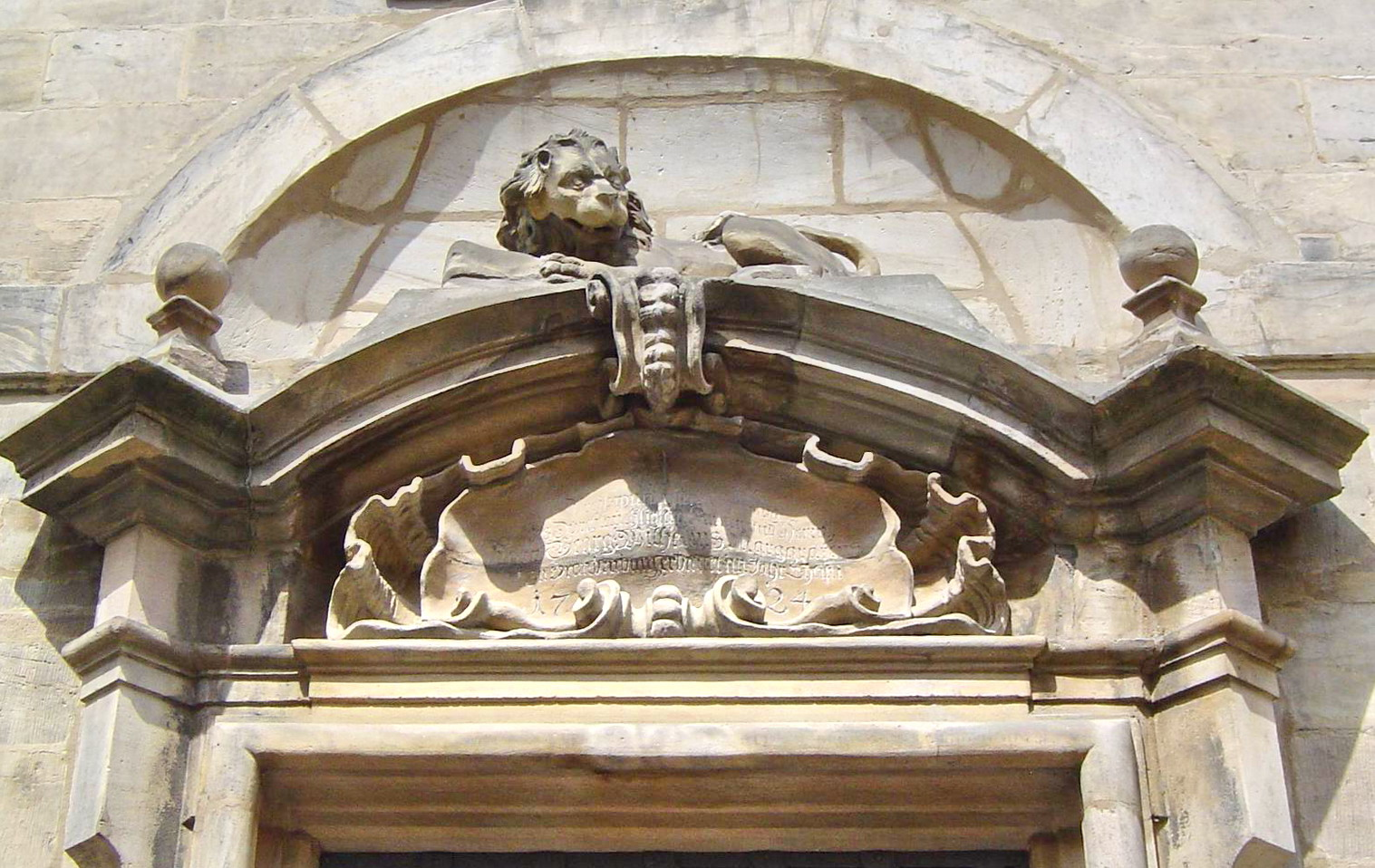
Kunstmuseum Bayreuth, animale araldico sopra il portale della Brautgasse

Gli inizi della costruzione dell'edificio risalgono al Medioevo. Dopo la sua distruzione, a causa delle guerre hussite nel 1430 e il grande incendio della città nel 1621, l'edificio si è trasformato in municipio nel 1721. Questa funzione fu mantenuta fino al 1917. L'edificio è stato trasformato sotto l'egida del Architetto del Margravio Johann David Rantz negli anni 1722-1729. Il vecchio municipio fu sede della Corte Municipale dal 1797 al 1812, e la Corte di distretto ebbe sede qui dal 1816 al 1832. Strutture pubbliche, come una scuola di commercio o il ufficio postale hanno trovato alloggio fino al 1916. Con l'inaugurazione del municipio nuovo in Luitpoldplatz, il vecchio municipio di città ha perso le sue mansioni amministrative nel 1916. Durante la Repubblica di Weimar, il municipio barocco ha ospitato le stanze della biblioteca della città dal 1921 al 1928. Dopo la distruzione del municipio in Luitpoldplatz durante la seconda guerra mondiale, il vecchio municipio ha reintegrato i suoi uffici di rappresentanza nel 1945. La costruzione del moderno municipio nel 1972 ha significato un nuovo cambiamento di funzione alla costruzione del servizio di polizia di stato.  Dopo che il sindaco Dieter Mronz aveva ottenuto il Dr. Helmut und Constanze Meyer Kunststiftung per Bayreuth, il vecchio municipio di città è stato scelto come sede del Kunstmuseum Bayreuth.